# Orientação para produção
Na orientação para produção, a grande questão para as empresas é produzir e não vender. O papel do marketing é, essencialmente, entregar produtos em locais onde possam ser comprados. 

## Conceito
Na maior parte das empresas, até ao fim do século XIX, as atividades chamadas “venda” eram consideradas acessórias, pois a grande questão, para as empresas, era produzir e não vender. Essa época durou de 1600 a 1899, cujo enfoque básico era a produção de mercadorias ou serviços em escala crescente que possibilitasse redução de custos, apoiada em fabricação seriada e padronizada.
Atualmente, pode-se ver a mesma empresa praticando diferentes filosofias de marketing ao redor do mundo e ver empresas usando filosofias diferentes do marketing em um mesmo mercado: Orientação para produção, Orientação para produto, Orientação para vendas, Orientação para cliente, Orientação de  Marketing Socialmente Responsável e Orientação para Marketing Holístico.
Quando os meios modernos de produção de massa começaram a surgir, ou seja, ao longo da Revolução Industrial do século XIX, na época em que o essencial dos bens e dos serviços produzidos pelas empresas era de primeira necessidade (alimentação, vestuário, utensílios), era mais difícil fabricá-los do que encontrar compradores para eles. Assim, mais do que métodos de venda, os gestores das empresas se interessam, em primeiro lugar, pela melhoria das técnicas de produção, depois pela aquisição dos meios financeiros necessários para manter as ferramentas produtiva e aperfeiçoar os métodos de organização do trabalho. Assim, os grandes diretores de empresa, especialmente no século XIX, foram grandes inventores, técnicos, grandes financeiros e grandes organizadores.
Antigamente, a empresa era vista pelos seus dirigentes basicamente como um agente de produção, rodeada, em primeiro lugar, de fornecedores de capitais e de matérias-primas, e em segundo lugar, de concorrentes e, por fim, de clientes potenciais que, aos olhos dos seus dirigentes, giravam à volta da própria empresa.
Nesta época, o marketing, era considerado uma atividade acessória, menor e pouco relevante,onde o engenheiro ou o homem das finanças estava muito acima do gestor comercial. Além disso, a procura era maior que a oferta e os consumidores estavam ávidos por produtos e serviços, e com as primeiras indústrias organizadas aplicando a gestão administrativa de Taylor, a produtividade aumentou.
A orientação para a produção é apropriada em mercados de alta tecnologia com mudanças rápidas, em que muitas vezes não há tempo suficiente para realizar pesquisas de mercado para perguntar aos clientes o que eles querem. Neste caso, é mais apropriado fabricar produtos superiores aos dos concorrentes e, depois, informar os clientes sobre os benefícios ou as vantagens decorrentes de comprar tais produtos. Por sua vez, muitos produtos de sucesso surgem como resultado de atividades de pesquisa e desenvolvimento que não têm contribuições diretas de clientes, como é o caso de remédios para o câncer, AIDS, por exemplo, em que não há necessidade de primeiro realizar pesquisas de mercado para saber se os clientes querem ou precisam desses produtos.